# Experimentgymnasiet

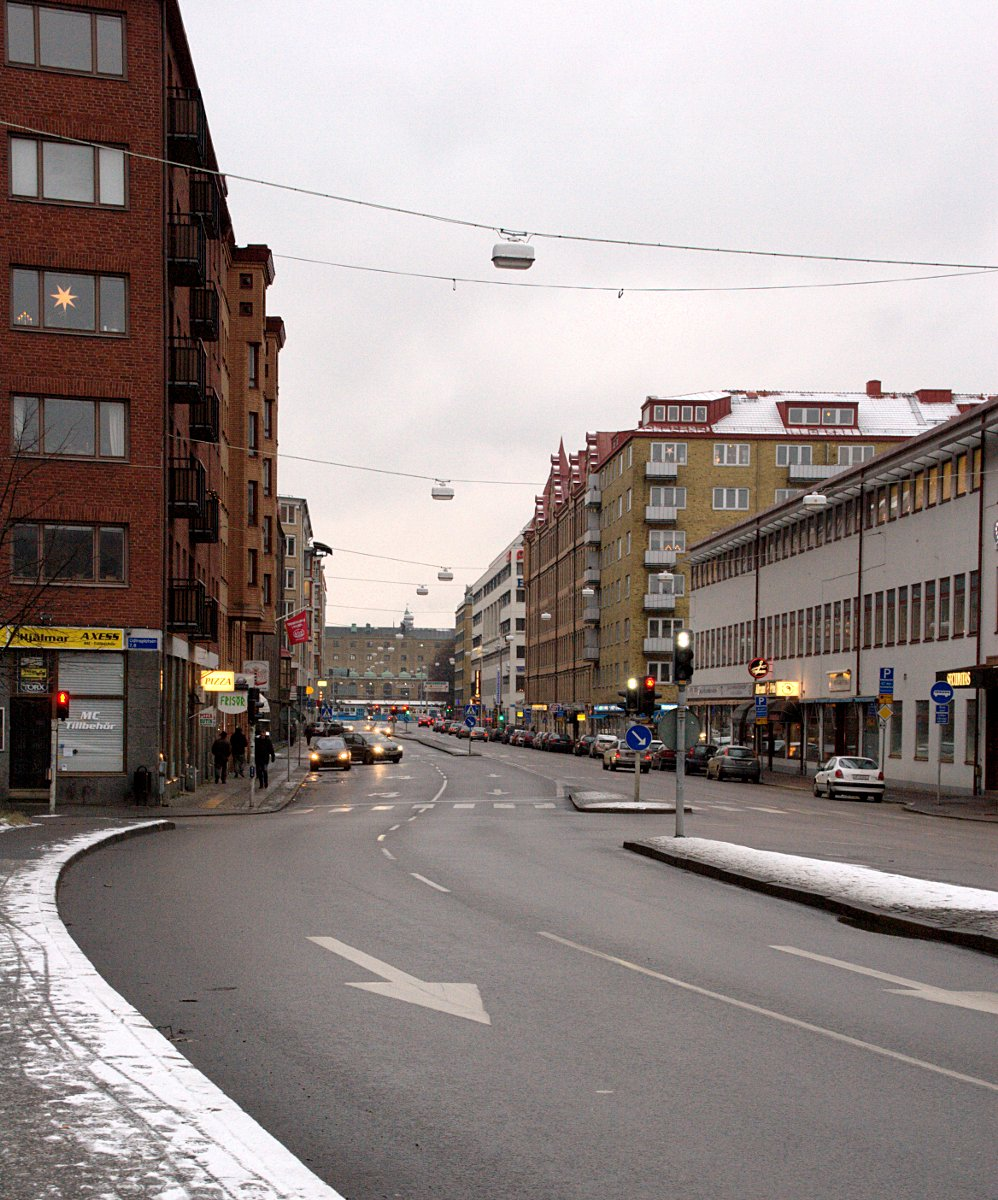
Odinsgatan i Göteborg, där Experimentgymnasiet låg 1969-1977.

Experimentgymnasiet (EG) var ett gymnasium som startade i Göteborg i augusti 1969 och som låg på Odinsgatan. Gymnasiets metodik grundade sig på elevernas medbestämmande i allt, och alla viktiga beslut skulle fattas på ett allmänt stormöte med elever, lärare och rektor, där alla hade en röst var. I övrigt avskaffades betygen (förutom slutbetyg), eleverna fick själva strukturera sina studier i samarbete med lärarna, närvaroplikten slopades och skolan höll öppet 7-22 på vardagar och till klockan 15 på lördagar. Rektor, eller "försöksledare" som han också kallades, var Carl Gustaf Sundén och skolan hade 12 lärare. När skolan startade hade den 200 elever och experimentet pågick fram till hösten 1975. Sista årskursen gick ut på Lundby gymnasium. Skolan fick mycket kritik, inte minst i media som förfasade sig över de hippieinspirerade målningarna i korridoren och över rektorns skägg. I Skolöverstyrelsens utredning konstaterades att experimentet var lyckat men att direktdemokratin främst gynnat de mest högröstade och att de mest ansvarsfulla eleverna var de som hade bäst nytta av metodiken.